# Капланецька сільська рада
Капланецька сільська рада (біл. Капланецкі сельсавет) — адміністративно-територіальна одиниця в складі Березинського району розташована в Мінській області Білорусі. Адміністративний центр — Капланці.
Капланецька сільська рада розташована на межі центральної Білорусі, у східній частині Мінської області орієнтовне розташування — супутникові знимки [Архівовано 25 серпня 2011 у WebCite], східніше районного центру Березино.
До складу сільради входять 21 населений пункт:
- Августове • Березниця • Василівка • Воловниця • В'язькутин-1 • В'язькутин-2 • Галинка • Гореничі • Гурещина • Долголісся • Дубровка • Засвятиця • Кам'яний Борок • Капланці • Косовка • Красний Бір • Красний Вугол • Людвикове • Матевичі • Мостище • Руденка.